# Coenosia carinata
Coenosia carinata är en tvåvingeart som beskrevs av Xiaolong Cui och Li 1996. Coenosia carinata ingår i släktet Coenosia och familjen husflugor.
Artens utbredningsområde är Jilin (Kina). Inga underarter finns listade i Catalogue of Life.